# Psilotreta daidalos
Psilotreta daidalos är en nattsländeart som beskrevs av Malicky 2000. Psilotreta daidalos ingår i släktet Psilotreta och familjen böjrörsnattsländor. Inga underarter finns listade i Catalogue of Life.